# (74135) 1998 QL72
(74135) 1998 QL72 – planetoida z pasa głównego asteroid okrążająca Słońce w ciągu 4,06 lat w średniej odległości 2,54 j.a. Odkryta 24 sierpnia 1998 roku.